# Микри Милия
Микри Милия или Микра Милеа (гръцки: Μικρή Μηλιά, Μικρά Μηλέα) е село в Егейска Македония, Гърция, дем Пидна-Колиндрос в административна област Централна Македония. 

## География
Селото е разположено на 400 m надморска височина, на около 26 km северно от град Катерини.

## История
В края на XIX век Микри Милия е гръцки чифлик в Османската империя.
В 1913 година селото попада в Гърция. Според преброяването от 1913 година селото има 163 или 91 жители. В 1928 година в селото има 182 души, от които 109 мъже.
Основна забележителност на селото е манастирът „Света Богородица Макрирахска“, който е възстановен в 1993 година.
Населението традиционно произвежда жито и се занимава и със скотовъдство.
| Година    | 1913 | 1920 | 1928 | 1940 | 1951 | 1961 | 1971 | 1981 | 1991 | 2001 | 2011 | 2021 |
| --------- | ---- | ---- | ---- | ---- | ---- | ---- | ---- | ---- | ---- | ---- | ---- | ---- |
| Население | 163  | 30   | 182  | 94   | 114  | 131  | 103  | 60   | 52   | 43   | 32   | 12   |